# Anna Steinholtz
Anna Steinholtz, född 7 februari 1878 i Siljansnäs, Kopparbergs län, död 27 april 1963 i Sala, var en svensk kassör och målare.
Vid sidan av sitt arbete var hon verksam som målare. Hon började redan i sin ungdom måla porslinsföremål och sökte sig till Bergmans målarskola i Stockholm för att få en grundligare utbildning. Hon räknades som en  mycket skicklig porslinsmålare och utförde flera bordskivor som var sammanfogade av porslinsplattor. Hennes arbeten uppmärksammades på hantverksutställningen i Sala 1924 och hon belönades med första pris vid en utställning 1949. Genom en donation tillföll några av hennes föremål Sala församling och exponeras numera vid Mikaelsgården i Sala. 